# ケバン・ゴスパー
リチャード・ケバン・ゴスパー（Richard Kevan Gosper、1933年12月19日 - 2024年7月19日）は、オーストラリアの陸上競技選手。1950年代に活躍した400mを得意とした短距離選手。1956年メルボルンオリンピックの銀メダリスト。IOC名誉委員。

## 経歴
ゴスパーは、選手として、1956年メルボルンオリンピックと、1960年ローマオリンピックに出場。メルボルン大会では、4×400mリレーで、3分06秒0でアメリカに次いで銀メダルを獲得している。
ゴスパーは、オリンピック・ムーブメントに多大な功績を残している。1977年にはIOC委員に任命され、後に副委員長に就任。2000年に母国で開催されたシドニーオリンピックでは、組織委員会の副委員長の職を務め、2008年北京オリンピックでは調整委員会副委員長を務めた。現在はIOC報道委員会委員長である。
また、国内においては、1980年から1985年にかけてオーストラリア国立スポーツ研究所所長。1985年から1990年にかけてオーストラリアオリンピック委員会委員長を務め、現在は執行理事の地位にある。また、1993年から1996年までメルボルン行政委員長（メルボルン市長相当）に選出されている。
ゴスパーは、実業家としても、1980年から1983年にかけてシェル・オーストラリアの最高経営責任者、取締役会議長。また、クラウン・カジノやライオンネイサンをはじめ多くの企業の役員を務めた。
ゴスパーは、陸上競技とオリンピック・ムーブメントの発展に貢献したとして、2000年にオーストラリアスポーツメダルを授与される。また、同様の章をフランス、オランダ、スペイン、モナコそしてセネガルでも受章している。
ゴスパーは、2000年のシドニーオリンピックの聖火リレーにおいて、オーストラリア人として最初に聖火を受け取る役に決まっていたギリシャ系の少女に代えて自分の娘にその役を与えたことから大きな批判を受けた。また、2008年北京オリンピックのときには、中国に対し、大会期間中のインターネットの検閲を行わないよう要求したが、この要求は受け入れられることはなかった。
2024年7月19日に短い病気の後に亡くなった。90歳没。

## 主な実績
| 年   | 大会                         | 場所                       | 種目          | 結果      | 記録     |
| ---- | ---------------------------- | -------------------------- | ------------- | --------- | -------- |
| 1954 | 大英帝国イギリス連邦競技大会 | バンクーバー(カナダ)       | 100yd         | -（qf）   | DNS      |
| 1954 | 大英帝国イギリス連邦競技大会 | バンクーバー(カナダ)       | 440yd         | 1位       | 47秒2    |
| 1954 | 大英帝国イギリス連邦競技大会 | バンクーバー(カナダ)       | 4×110ydリレー | 3位       | 41秒7    |
| 1954 | 大英帝国イギリス連邦競技大会 | バンクーバー(カナダ)       | 4×440ydリレー | 3位       | 3分16秒0 |
| 1956 | オリンピック                 | メルボルン(オーストラリア) | 400m          | 5位（sf） | 46秒2    |
| 1956 | オリンピック                 | メルボルン(オーストラリア) | 4×400mリレー  | 2位       | 3分06秒0 |
| 1958 | 大英帝国イギリス連邦競技大会 | カーディフ(ウェールズ)     | 440yd         | 4位（sf） | 48秒1    |
| 1958 | 大英帝国イギリス連邦競技大会 | カーディフ(ウェールズ)     | 4×110ydリレー | 3位       | 41秒5    |
| 1960 | オリンピック                 | ローマ(イタリア)           | 400m          | 6位（sf） | 47秒1    |

- sfは準決勝、qfは予選